# Enrico Cremonesi
Enrico Cremonesi (Milano, 28 maggio 1969) è un compositore e arrangiatore italiano.

## Biografia
A Milano già da piccolissimo passava il tempo a suonare e cantare; a quattro anni ha preso le prime lezioni di piano.
Dopo gli studi pianistici, a vent'anni ha iniziato a suonare in tournée con Enrico Ruggeri. Più tardi ha conosciuto Fiorello grazie al quale ha partecipato a Fiorello Show, Non dimenticate lo spazzolino da denti, La febbre del venerdì sera, Buona Domenica, Superboll, Stasera pago io e Viva Radio 2.
Ha anche preso parte allo show di Adriano Celentano 125 milioni di caz..te e nel 2003 ha collaborato con Antonello Venditti suonando in due suoi pezzi (Ruba e Il sosia) nell'album Che fantastica storia è la vita.
Nella primavera 2004 collabora con Fiorello al programma Stasera pago io... revolution, passando dal ruolo di pianista- tastierista a quello di direttore d'orchestra. Sempre nel 2004 ha curato le musiche per il film di Carlo Vanzina In questo mondo di ladri.
Nel 2006 ha firmato la colonna sonora dei Giochi Paralimpici invernali di Torino 2006.
Nel 2007, oltre ad occuparsi, insieme alla sua band, della parte musicale di Viva Radio 2, ha riarrangiato il brano Più (cantato originariamente da Gepy e Ornella Vanoni) incluso nella colonna sonora del film Voce del verbo amore e per l'occasione interpretato dalle voci di Giorgia e Fiorello.
Nel 2009 approda su SKY Uno assieme a Fiorello con il Fiorello Show, mentre nel 2011 è a capo dell'orchestra del programma di Rai 1 Il più grande spettacolo dopo il weekend, sempre a fianco di Fiorello. Negli anni successivi seguirà il comico anche nel suo tour teatrale, a Edicola Fiore, a Viva RaiPlay!, Viva Rai2!, al Festival di Sanremo 2024 e a Radio2 Radio Show - La pennicanza. Cremonesi è anche uno dei compositori di Una Vespa in 2, singolo derivato da un jingle di Viva Rai2! che vede Fiorello duettare con Orietta Berti. Nello stesso anno è uno dei componenti della commissione musicale di Sarà Sanremo dal quale escono le nuove proposte per il Festival di Sanremo 2025.